# Décomposition polaire
La décomposition polaire est un outil mathématique fondamental pour comprendre les propriétés topologiques des groupes linéaires réels et complexes.

## Décomposition polaire d'une matrice réelle
- Les applications suivantes sont des homéomorphismes, et même des difféomorphismes.
{\displaystyle \left\{{\begin{array}{lll}\operatorname {O} _{n}(\mathbb {R} )\times \operatorname {S} _{n}^{++}(\mathbb {R} )&\to &\operatorname {GL} _{n}(\mathbb {R} )\\(Q,S)&\mapsto &QS\end{array}}\right.\quad \left\{{\begin{array}{lll}\operatorname {O} _{n}(\mathbb {R} )\times \operatorname {S} _{n}^{++}(\mathbb {R} )&\to &\operatorname {GL} _{n}(\mathbb {R} )\\(Q,S)&\mapsto &SQ.\end{array}}\right.}
En particulier, toute matrice inversible réelle se décompose de façon unique en produit d'une matrice orthogonale et d'une matrice symétrique définie positive[1].
- Les applications suivantes sont surjectives mais non injectives :
{\displaystyle \left\{{\begin{array}{lll}\operatorname {O} _{n}(\mathbb {R} )\times \operatorname {S} _{n}^{+}(\mathbb {R} )&\to &\operatorname {M} _{n}(\mathbb {R} )\\(Q,S)&\mapsto &QS\end{array}}\right.\quad \left\{{\begin{array}{lll}\operatorname {O} _{n}(\mathbb {R} )\times \operatorname {S} _{n}^{+}(\mathbb {R} )&\to &\operatorname {M} _{n}(\mathbb {R} )\\(Q,S)&\mapsto &SQ.\end{array}}\right.}
En particulier, toute matrice réelle se décompose en produit d'une matrice orthogonale et d'une unique matrice symétrique positive (mais pas nécessairement de façon unique)[1].

## Décomposition polaire d'une matrice complexe
- Les applications suivantes sont des homéomorphismes, et même des difféomorphismes.
{\displaystyle \left\{{\begin{array}{lll}\operatorname {U} _{n}(\mathbb {C} )\times \operatorname {H} _{n}^{++}(\mathbb {C} )&\to &\operatorname {GL} _{n}(\mathbb {C} )\\(Q,S)&\mapsto &QS\end{array}}\right.\quad \left\{{\begin{array}{lll}\operatorname {U} _{n}(\mathbb {C} )\times \operatorname {H} _{n}^{++}(\mathbb {C} )&\to &\operatorname {GL} _{n}(\mathbb {C} )\\(Q,S)&\mapsto &SQ\end{array}}\right.}
En particulier, toute matrice inversible complexe se décompose de façon unique en produit d'une matrice unitaire et d'une matrice hermitienne définie positive[2],[3].
- Les applications suivantes sont surjectives mais en général non injectives :
{\displaystyle \left\{{\begin{array}{lll}\operatorname {U} _{n}(\mathbb {C} )\times \operatorname {H} _{n}^{+}(\mathbb {C} )&\to &\operatorname {M} _{n}(\mathbb {C} )\\(Q,S)&\mapsto &QS\end{array}}\right.\quad \left\{{\begin{array}{lll}\operatorname {U} _{n}(\mathbb {C} )\times \operatorname {H} _{n}^{+}(\mathbb {C} )&\to &\operatorname {M} _{n}(\mathbb {C} )\\(Q,S)&\mapsto &SQ.\end{array}}\right.}
En particulier, toute matrice complexe se décompose en produit d'une matrice unitaire et d'une unique matrice hermitienne positive (mais pas nécessairement de façon unique)[2].

Remarque. Pour n = 1, on retrouve l'écriture {\displaystyle z=r\mathrm {e} ^{\mathrm {i} \theta }} d'un nombre complexe non nul. C'est la raison du nom de décomposition polaire : c'est une sorte de généralisation des coordonnées polaires.

## Application
L'ensemble des matrices symétriques ou hermitiennes définies positives est convexe (2 matrices symétriques positives sont reliées par un segment à valeur dans SO(R)) donc contractile. Il en résulte que {\displaystyle \operatorname {GL} _{n}(\mathbb {R} )} a le même type d'homotopie que {\displaystyle \operatorname {O} _{n}(\mathbb {R} )} et que {\displaystyle \operatorname {GL} _{n}(\mathbb {C} )} a le même type d'homotopie que {\displaystyle \operatorname {U} _{n}(\mathbb {C} )}.